# ULAS J154427.34+081926.6
ULAS J154427.34+081926.6 ist ein Brauner Zwerg im westlichen Teil des Sternbilds Schlange (Serpens), welcher auch als Serpens Caput bezeichnet wird. Seine Spektralklasse beträgt ungefähr T3.5 und seine Entfernung wird auf einige Dutzend Parsec geschätzt. Das Objekt wurde von Pinfield et al. im Rahmen des UKIDSS Large Area Survey als T-Zwerg identifiziert.